# Liste des stations du métro léger de Bergen

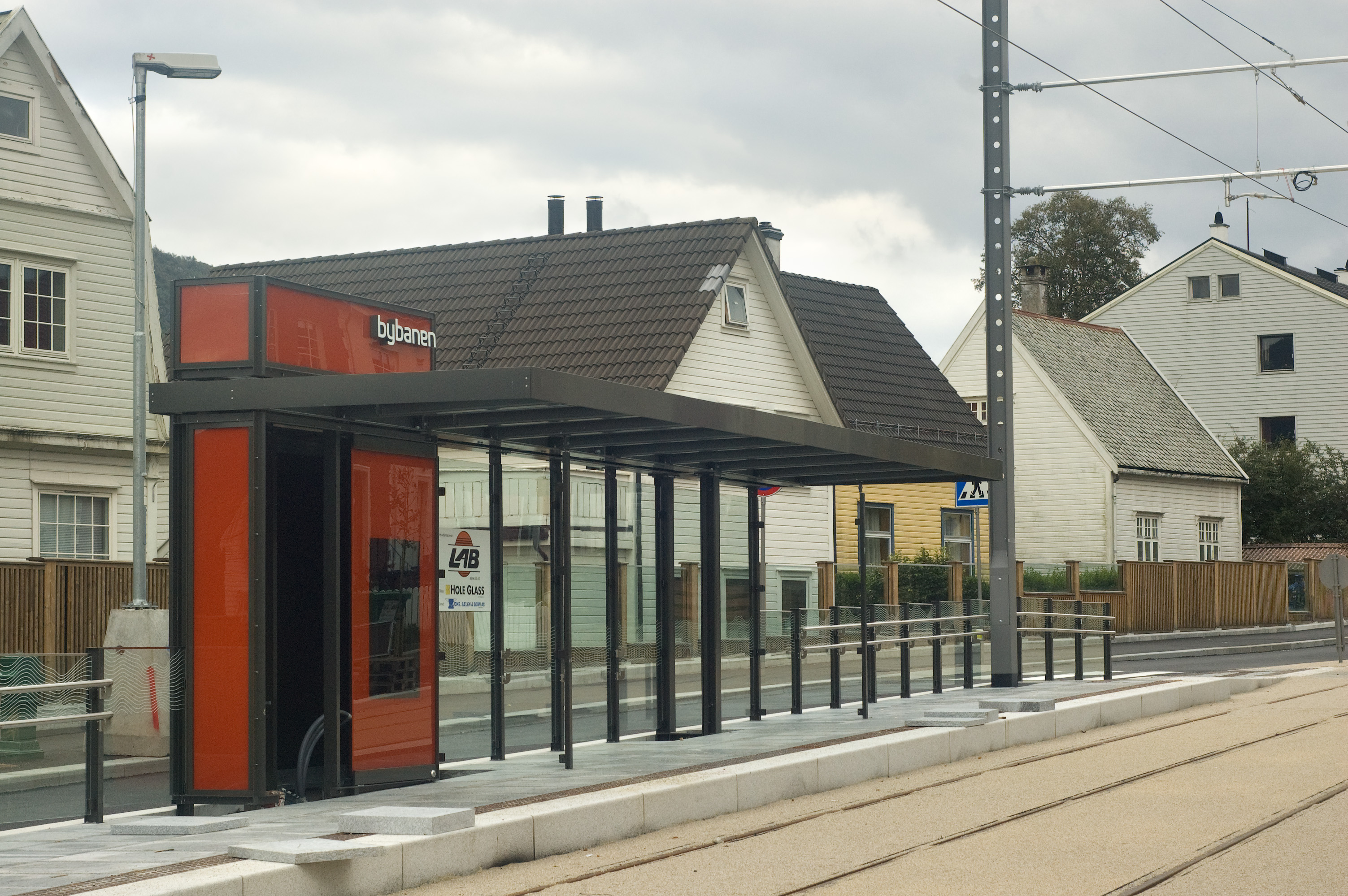
Brann stadion

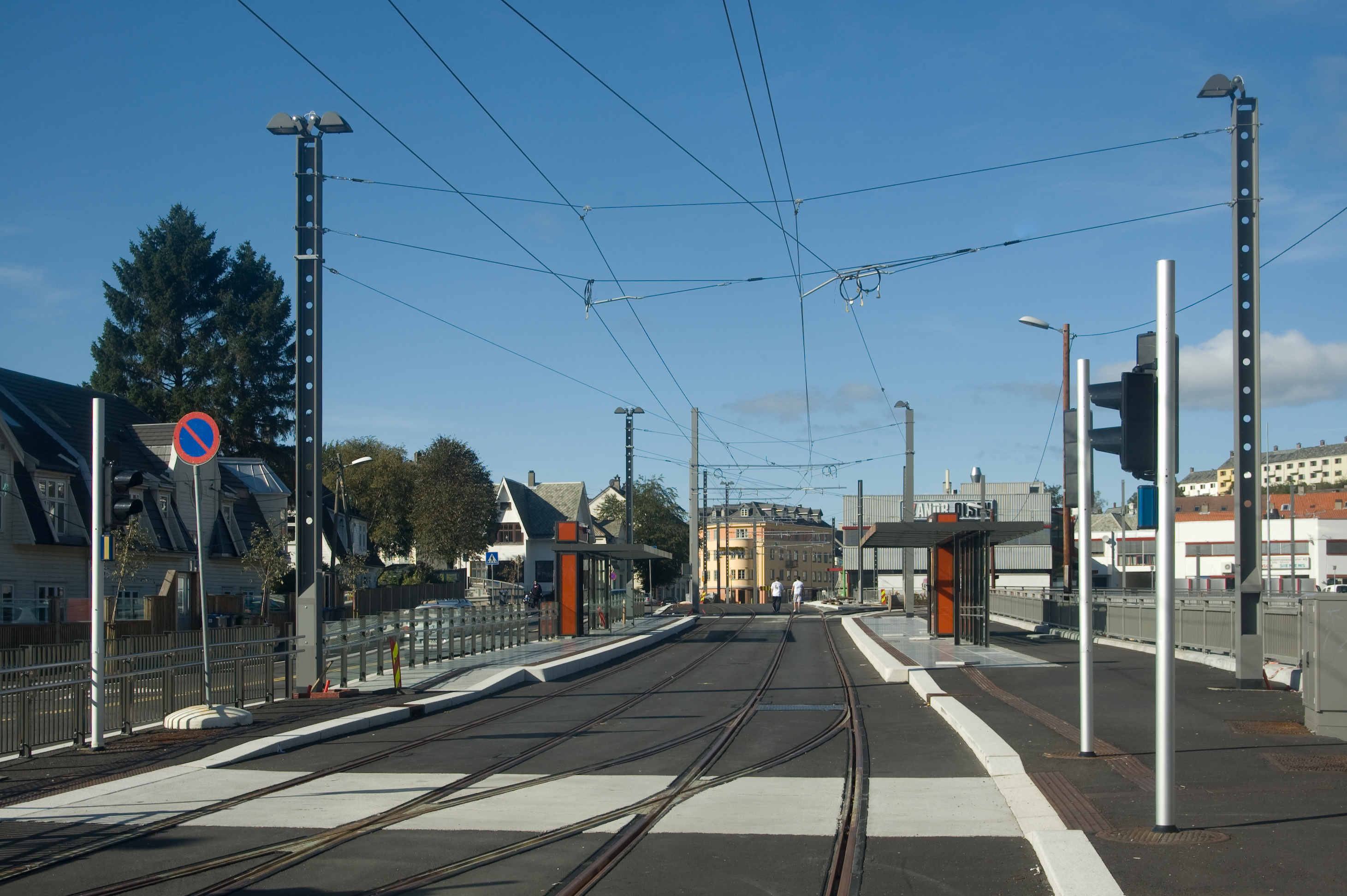
Kronstad

Le Métro léger de Bergen est un système de métro léger desservant Bergen, en Norvège. 
Ouverte le 22 juin 2010, la première zone est une ligne de 15 stations sur 9,8 kilomètres. La zone 2 ouvre le 21 juin 2013 et étend le réseau avec 5 nouvelles stations sur 3,6 kilomètres jusqu'à Lagunen. La troisième zone ouvre le 15 août 2016.

## Description
Les stations et l'aspect visuel du système dans son ensemble sont conceptualisées par les entreprises spécialisées dans le design Cubus et Fuggi Baggi Design basés à Bergen, et Kontrapunkt basé à Copenhague. Les stations des deux premières zones sont situées au niveau du sol, permettent d'acheter facilement des tickets, et ont des affichages dynamiques qui montrent quand arrive la prochaine rame. Les stations ont des accès aux métros sans escaliers, permettant l'accès des personnes en fauteuil roulant et des poussettes,. Tandis que les trains ont une longueur de 32 mètres et ont 5 wagons articulés, les stations sont conçues pour accueillir des trains d'une longueur de 44 mètres et ayant 7 wagons articulés, dans le cas où une plus grande capacité serait nécessaire.
Le gouvernement municipal de Bergen a permis un développement plus dense autour des stations, où il veut que plus de logements soit construits à Bergen. Les projets en développement pour Slettebakken, Wergeland, Paradis et Lagunen ont été annoncés par des développeurs privés. Beaucoup de stations sont localisées essentiellement dans des zones résidentielles, et les projets ont rencontré beaucoup de résistance des résidents ayant peur que la nature de leur quartier soit radicalement altérée,,,.

## Stations
Ce qui suit est une liste des stations qui ont été ouvertes, sont en cours de construction ou là où les plans ont été finalisés,,.

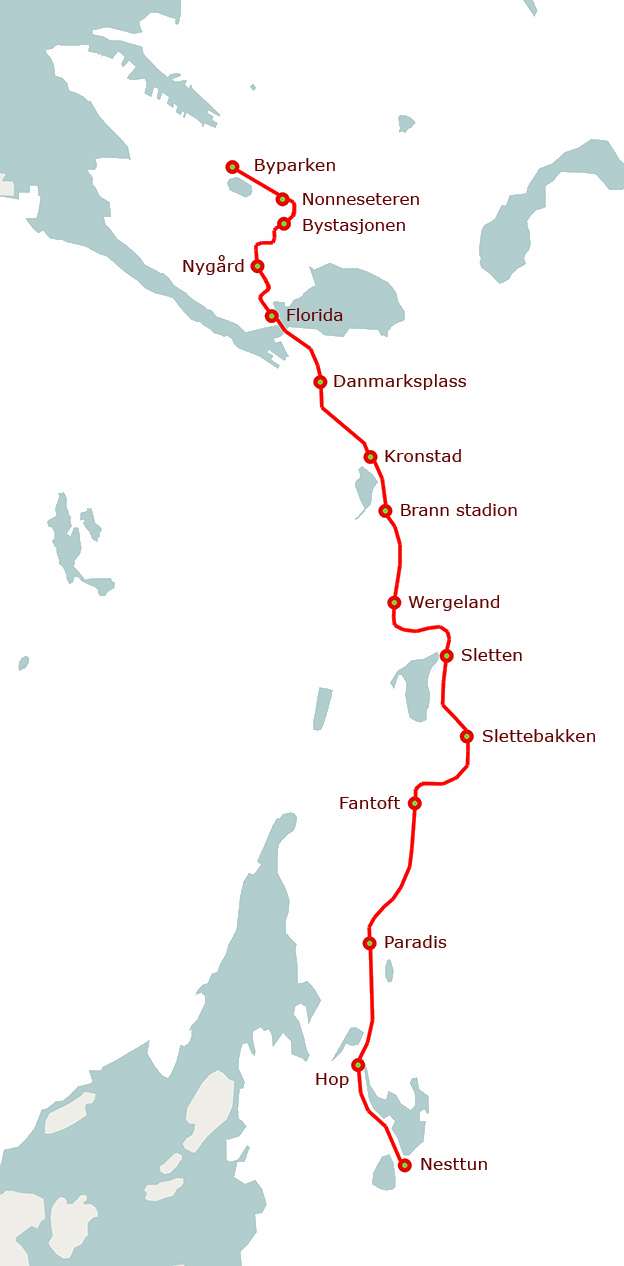
Carte des stations de la première zone

| † | Terminus                        |
| * | Transfert à la ligne principale |

| Station                  | Zone | Ouverture    | Quartier (Bydel) |
| ------------------------ | ---- | ------------ | ---------------- |
| Byparken†                | 1    | 22 juin 2010 | Bergenhus        |
| Nonneseteren*            | 1    | 22 juin 2010 | Bergenhus        |
| Bystasjonen              | 1    | 22 juin 2010 | Bergenhus        |
| Nygård                   | 1    | 22 juin 2010 | Bergenhus        |
| Florida                  | 1    | 22 juin 2010 | Bergenhus        |
| Danmarksplass            | 1    | 22 juin 2010 | Årstad           |
| Kronstad                 | 1    | 22 juin 2010 | Årstad           |
| Brann stadion            | 1    | 22 juin 2010 | Årstad           |
| Wergeland                | 1    | 22 juin 2010 | Årstad           |
| Sletten                  | 1    | 22 juin 2010 | Årstad           |
| Slettebakken             | 1    | 22 juin 2010 | Årstad           |
| Fantoft                  | 1    | 22 juin 2010 | Årstad           |
| Paradis                  | 1    | 22 juin 2010 | Fana             |
| Hop                      | 1    | 22 juin 2010 | Fana             |
| Nesttun                  | 1    | 22 juin 2010 | Fana             |
| Nesttun Sentrum          | 2    | 21 juin 2013 | Fana             |
| Skjoldskiftet            | 2    | 21 juin 2013 | Fana             |
| Mårdalen                 | 2    | 21 juin 2013 | Fana             |
| Skjold                   | 2    | 21 juin 2013 | Fana             |
| Lagunen†                 | 2    | 21 juin 2013 | Fana             |
| Råstølen                 | 3    | 15 août 2016 | Ytrebygda        |
| Sandslivegen             | 3    | 15 août 2016 | Ytrebygda        |
| Sandslimarka             | 3    | 15 août 2016 | Ytrebygda        |
| Kokstad                  | 3    | 15 août 2016 | Ytrebygda        |
| Birkelandsskiftet        | 3    | 15 août 2016 | Ytrebygda        |
| Kokstadflaten            | 3    |              | Ytrebygda        |
| Bergen lufthavn Flesland | 3    | Ytrebygda    |                  |